# Javier Aguirre
Javier Aguirre Onaindia (Ciudad de México, 1 de diciembre de 1958) es un exfutbolista y entrenador mexicano. Actualmente dirige a la selección de México.
Es conocido con el sobrenombre del Vasco, porque su madre era de Guernica y su padre de Ispáster  y por lo tanto pertenecientes a este pueblo.

## Futbolista
Es difícil, porque naces con ella (la pasión). Yo recuerdo que de chiquito, en la colonia Lindavista, aprendes en la calle a jugar futbol, a echar paredes, a poner tu suéter de portería o sortear coches. ¿Qué me dices de los goles de coladera a coladera o la ayuda de la banqueta? Eso ya lo llevas para toda la vida.
Javier Aguirre para el Periódico Excélsior: Adrenalina, Excelsior, 2015.

### Clubes

#### América
Se inició en el Club América, debutando en 1979 en el primer equipo, en las Águilas formó parte de una camada muy importante en la historia del club, misma que reforzada por buenos jugadores extranjeros, le dieron vida a una etapa ganadora en la década de los años 80.
En 1980 jugó una temporada cedido en el Aztecas de Los Ángeles en la NASL, regresando al Club América al cumplirse dicha campaña.
Aguirre logró salir campeón de liga en la temporada 1983-84, incluso anotando el gol en la Final que decidió el título.

#### Atlante
En 1984 el América lo traspasa al Atlante, en un trueque por la joya de la cantera atlantista: Gonzalo Farfán. El Vasco tuvo un paso regular por los Azulgranas, mismo que le alcanzó para ser convocado a la Selección Mexicana que disputaría la Copa Mundial de 1986. Al terminar la justa mundialista, Atlante recibió ofertas procedentes de Europa por la ficha del jugador.

#### Osasuna
Aguirre recaló en Osasuna de España, donde se fracturó la tibia y el peroné derecho. Era el domingo 26 de octubre del año 1986 y Osasuna perdía 0-1 con el Sporting de Gijón. El conjunto rojillo buscaba el empate, pudo lograrlo a los 40 minutos, en un balón en el que Aguirre ganó la posición a la defensa gijonesa. Ablanedo II tuvo que jugarse el tipo en una salida arriesgada, en la que, mano a mano con el mediocampista mexicano, evitó la igualada con un contundente despeje. En la jugada cayó lesionado el 'Vasco', quien tuvo el infortunio de no poder evitar el impacto, que le sorprendió con el pie apoyado en el césped. Una fractura de tibia y peroné de la pierna derecha acabó, de forma prematura, con su aventura española como futbolista. Lo insólito del asunto es que el árbitro corrió hasta donde estaba caído en el área grande y le palmeó la espada y haciendo señas que se pusiera de pie, dando a entender que no fingiera una falta que no existía.

#### Guadalajara
En 1987 regresa a México para integrarse al Guadalajara, ya más maduro, con menos movilidad en el campo, pero con más experiencia, se convirtió en un jugador importante para el Rebaño, siendo la playera rojiblanca, la que vistió más tiempo en sus carrera deportiva, hasta 1993, el año de su retiro de la canchas.

### Selecciones nacionales
Con la Selección Nacional Universitaria logró la medalla de oro en la Universiada Mundial de 1979, efectuada en la Ciudad de México. Fue campeón con el América en la temporada 1983-1984. Fue seleccionado nacional (México) y en 1986 jugó el Mundial de México.
| Equipo | PJ | Goles | Periodo   |
| ------ | -- | ----- | --------- |
| México | 59 | 4     | 1983-1992 |

Participación en la Copa del Mundo
| Mundial                        | Sede   | Resultado        |
| ------------------------------ | ------ | ---------------- |
| Copa Mundial de Fútbol de 1986 | México | Cuartos de final |

| Fecha               | Rival            | Sede       | Estadio               | Resultado |
| ------------------- | ---------------- | ---------- | --------------------- | --------- |
| 3 de junio de 1986  | Bélgica          | México, DF | Azteca                | 1 - 2     |
| 7 de junio de 1986  | Paraguay         | México, DF | Azteca                | 1 - 1     |
| 11 de junio de 1986 | Irak             | México, DF | Azteca                | 0 - 1     |
| 15 de junio de 1986 | Bulgaria         | México, DF | Azteca                | 2 - 0     |
| 21 de junio de 1986 | Alemania Federal | Monterrey  | Estadio Universitario | 0 - 0     |

## Entrenador
Fue auxiliar de Miguel Mejía Barón en la Selección Mexicana, cuando apenas estaba retirándose como jugador, pues el entrenador nacional lo invitó por su condición de líder, acudió como asistente al Mundial de Estados Unidos 1994.
Fue auxiliar de Guillermo Vázquez en el equipo que representó a México en los Juegos Panamericanos de Mar de Plata en 1995.

### Clubes

#### Atlante
En 1996 comenzó su carrera como Director Técnico. El Atlante fue quien le brindó su primera oportunidad, logrando salvar al equipo azulgrana del descenso tras la destitución de Ricardo La Volpe. Debutó el viernes 2 de febrero de 1996 en el Estadio Azteca ante el Atlético Celaya de Emilio Butragueño, siendo derrotado 2-1. Luego se retiró dos años para estudiar en España.

#### Pachuca
Fue contratado por el C. F. Pachuca en el torneo Invierno 1998, sustituyendo a Andrés Fassi en la dirección técnica tras los malos resultados. Curiosamente también debutó en la cancha del Estadio Azteca empatando 3-3 ante el América. Sería al frente de los tuzos que consolidaría su carrera, haciendo buenos torneos al frente de este equipo, llegando a dos finales y logrando el campeonato del torneo Invierno 1999.  Debido a los buenos resultados, para el 2001, fue contratado para dirigir a la selección nacional mexicana, en una situación de emergencia por el pésimo momento de Enrique Meza al frente del Tri, logrando salvar el barco clasificando a la selección para la Mundial de 2002, donde cayó en octavos de final frente a Estados Unidos.

#### Osasuna
Regresó a la Liga española de la mano del equipo en el que había jugado, Osasuna, al que entrenaría a partir de la temporada 2002-03. En cuatro años consiguió estabilizar al equipo en Primera División, lo llevó a una final de la Copa del Rey y a jugar la Copa de la UEFA. Incluso, en la temporada 2005-06, Osasuna fue la revelación de la Liga al quedar 4.º, igualando la mejor clasificación de su historia y clasificándose para jugar la fase previa de la Champions League.
Javier Aguirre, en cuatro temporadas en Primera División en Pamplona, dirigió a su equipo en 152 partidos, ganando 56, empatando 41 y perdiendo 55. En su cuarta temporada, el equipo fue eliminado de la Copa de la UEFA y la Copa del Rey, pero en la Liga se mantuvo 33 jornadas entre los cuatro primeros y sólo en 2 jornadas estuvo fuera de puestos europeos. Además, durante 3 jornadas fue líder en solitario, y en otras 5 fue colíder junto al Fútbol Club Barcelona.
Sus logros con Osasuna le valen el reconocimiento de la UEFA, que lo nombró como el "Mejor Director Técnico del Año en España" en 2006. Su caché aumentó y fue fichado por el Atlético de Madrid para la temporada 2006-2007.

#### Atlético de Madrid
En su primer año en el conjunto colchonero, llevó al equipo al 7.º lugar en la Liga, clasificándolo para la Copa Intertoto. A partir de este paso previo el club jugó la Copa de la UEFA 10 años después de su última participación. En este plantel dirigió a grandes futbolistas como Fernando Torres, Sergio Agüero, Maniche, Luis Amaranto Perea y Maxi Rodríguez, entre otros.
En su segunda temporada (2007-08), el equipo de Aguirre logró terminar 4.º en la Liga, clasificándose para la previa de la Champions. En la UEFA, fueron eliminados por el Bolton Wanderers en los dieciseisavos de final de la competición. El conjunto colchonero logró eliminar al FC Schalke 04 en la previa de la Liga de Campeones, clasificándose así para esta competición 12 años después de su última participación.
El 3 de febrero de 2009, fue destituido como entrenador del Atlético de Madrid, que pese a haber tenido una magnífica primera vuelta en la Liga, comenzó el año con malos resultados.

#### Zaragoza
El 18 de noviembre de 2010, fue presentado como nuevo entrenador del Real Zaragoza, que en ese momento había caído a la última posición de la tabla tras 11 jornadas de Liga, relevando al exjugador zaragocista José Aurelio Gay en el banquillo blanquiazul. Finalmente, logró la salvación en la temporada 2010-11 tras una victoria por 1-2 ante el Levante UD en la última jornada.
El Levante-Zaragoza, correspondiente última jornada de la temporada 2010-2011, ha sido investigado por Anticorrupción por amaño. El encuentro se saldó con victoria de los maños (1-2), condenando al Deportivo de La Coruña al descenso. Supuestamente los jugadores del Levante recibieron 965.000 euros por dejarse ganar. El 3 de octubre de 2014 la Fiscalía Anticorrupción se querelló contra el Real Zaragoza y 41 implicados más, entre ellos el entonces presidente Agapito Iglesias, el entrenador Javier Aguirre y futbolistas de ambos equipos (algunos en calidad de imputados) que intervinieron en el partido. Finalmente el Juzgado de lo Penal número 7 de Valencia absolvió a los juzgadores del Real Zaragoza y del Levante al considerar probado que no recibieron cantidad alguna por amañar el partido disputado en el Estadio Ciudad de Valencia en 2011.
Su etapa en el club aragonés terminó el 30 de diciembre de 2011, cuando la directiva llegó a un acuerdo con el mexicano para rescindir su contrato debido a los malos resultados deportivos. En el momento de la destitución, el conjunto de Aguirre acumulaba nueve partidos sin ganar y ocupaba la última plaza de la clasificación en la Liga.

#### Espanyol

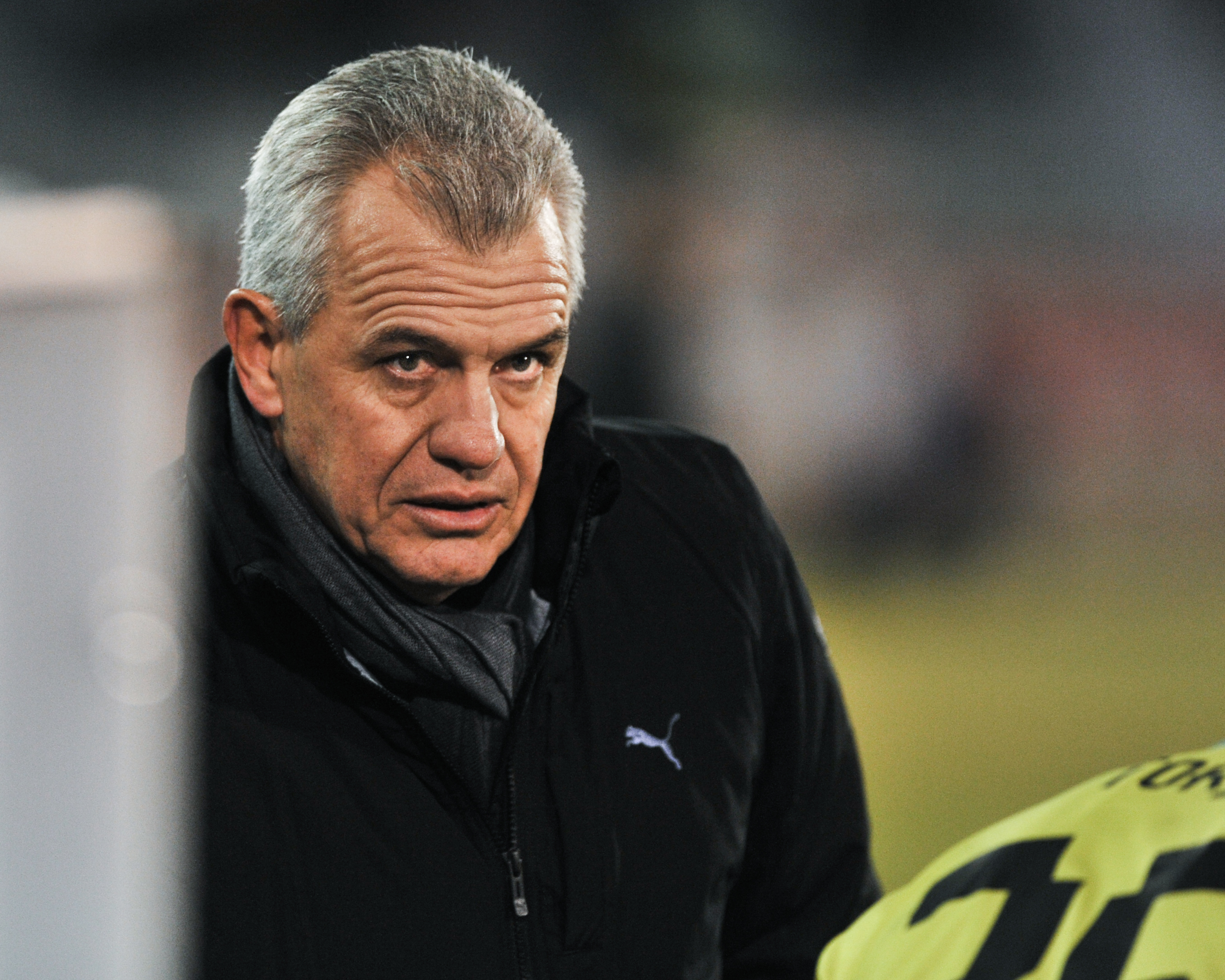
Aguirre dirigiendo al Espanyol en un partido contra el Real Jaén el 8-12-2013.

El 28 de noviembre de 2012, firmó por el R. C. D. Espanyol para suplir a Mauricio Pochettino, el cual abandonó el club en el último lugar de la Liga española. Con una victoria y tres empates en sus primeros cuatro partidos, Aguirre protagonizó uno de los mejores arranques para un técnico periquito. La buena racha siguió y permitió al Espanyol alejarse de las últimas posiciones y asentarse en la zona tranquila de la clasificación e incluso aspirar a puestos europeos. Finalmente, el R. C. D. Espanyol no pudo entrar en competiciones europeas, pero logró la permanencia a falta de 6 jornadas para el final del campeonato nacional.
El 4 de junio de 2013, Aguirre renovó su contrato con el club catalán por una temporada más. El 28 de noviembre de 2013, cumplió un año al frente del R. C. D. Espanyol con 14 victorias, 11 empates y 14 derrotas. El 16 de mayo de 2014, después de lograr la permanencia por segunda temporada (14.º puesto en la Liga), anunció su salida del club catalán.

#### Al Wahda
El 18 de junio de 2015, fue anunciado como nuevo técnico del Al-Wahda FC de los Emiratos Árabes Unidos.
Durante sus dos años de estancia en el Al-Wahda FC, consiguió un bicampeonato de la Copa Presidente y un campeonato de la Copa de Liga de los Emiratos Árabes Unidos, obteniendo en total 3 títulos con el equipo.

#### CD Leganés
En noviembre de 2019, regresó a España para convertirse en entrenador del CD Leganés hasta el final de la temporada 2019-20.
Aunque asumió la dirección técnica con el equipo pepinero colista y lejos de la salvación, pronto consiguió buenos resultados que reincorporaron al Leganés a la pelea por mantenerse un año más en Primera División. Sin embargo, el conjunto madrileño terminó descendiendo a Segunda División en la última jornada.

#### CF Monterrey
El 7 de diciembre de 2020, firmó con el C.F. Monterrey por 2 temporadas, en sustitución de Antonio Mohamed, en su primera temporada con C.F. Monterrey fue eliminado en cuartos de final de la Liga MX contra Club Santos Laguna, en el Apertura 2021 fue eliminado por Atlas en cuartos de final y también ganó las Liga de Campeones de la Concacaf con el Club América logrando su quinto título y un lugar en el Copa Mundial de Clubes de la FIFA.
Para su tercera temporada con el club, empató el primer partido del clausura 2022 contra el Club Querétaro y también empatando contra el Club Deportivo Cruz Azul para después viajar para el Mundial De Clubes.
El primer partido del Mundial de Clubes, perdió 1-0 Al-Ahly. Sólo le quedaba jugar el partido por el quinto lugar contra el Al-Jazira Sporting Club, el cual ganó por 3-0.
De regreso a la actividad de la Liga MX, perdió el partido contra el Club Puebla por 1-0. Ya en la jornada 7 contra el Club Atlético de San Luis perdió por 2-0.
El 26 de febrero de 2022, fue despedido por malos resultados.

#### RCD Mallorca
El 24 de marzo de 2022 en la temporada 2021/2022 se comprometió con el RCD Mallorca de la Primera División de España hasta el final de la temporada, tras la destitución de Luis García Plaza, con el equipo bermellón en zona de descenso. Acabó logrando la salvación en la última jornada, visitando en Pamplona a un ex equipo suyo (Osasuna), ganando por 0-2.
Al año siguiente, en la temporada 2022-23, llegó a los 50 puntos en la Liga, quedándose a tan sólo tres de poder jugar competiciones europea.
En la temporada 2023-2024, concretamente el 27 de febrero de 2024, consiguió un histórico pase a la final de la Copa del Rey tras 21 años del equipo sin clasificarse, al vencer en el Estadio de Anoeta a la Real Sociedad de Fútbol con un resultado de 1-1, y resolviéndose la eliminatoria en los penaltis (4-5).
El 22 de mayo de 2024, el club anunció que Aguirre no iba a continuar la próxima temporada, habiendo perdido la final de Copa y certificado una nueva permanencia en la élite.

### Selecciones nacionales

#### Selección de México
Primera etapa: El vasco Aguirre debutó directamente en las eliminatorias ante Estados Unidos el 1 de julio de 2001 en el Estadio Azteca, ganando 1-0 con gol de cabeza de Jared Borgetti, y de ahí comenzó a alzar el vuelo con la mira en la justa mundialista, obteniendo su boleto venciendo a Honduras 3-0 en el Azteca el 11 de noviembre del mismo año, con goles de Cuauhtémoc Blanco y Francisco Palencia.
Con nuevos jugadores tuvo un gran desempeño en la Copa América 2001 celebrada en Colombia, disputando la gran final ante el anfitrión y obteniendo el subcampeonato con una base de jugadores que llegarían a la Copa del Mundo del siguiente año. En la Copa Oro 2002, tomó la polémica decisión de probar jugadores para encontrar los últimos lugares antes de dar la lista definitiva, llevando a gente como Jair García, Adolfo Bautista, Carlos Ochoa, entre otros, sin embargo el experimento fracasó quedando eliminado en cuartos de final ante Corea del Sur en penales. Tuvo una breve experiencia al mando de la selección de fútbol de México, llevándola hasta los octavos de final con buen fútbol en el Mundial de Corea-Japón 2002, donde cayeron ante Estados Unidos. Por ello, en 2005, fue nombrado ganador del Premio Nacional de Deportes (México) en la categoría de entrenador como reconocimiento a su trayectoria en el deporte mexicano e internacional.
Segunda etapa: El 3 de abril de 2009, la Federación Mexicana de Fútbol y la Dirección General de Selecciones Nacionales anunció que Aguirre volvería a dirigir a la selección mexicana. Asimismo, informaron que sería presentado como Director Técnico hasta el 16 de abril de 2009.
El 16 de abril de 2009, fue presentado por segunda vez en su carrera como el nuevo timonel de la selección de fútbol de México, con un contrato firmado hasta el 2010 y con el objetivo de llevar a México al Mundial 2010.
El 9 de julio de 2009, en el partido México vs. Panamá disputado en el marco de la Copa de Oro, Javier Aguirre protagonizó un incidente: Aproximadamente al minuto 80, se disputaba un balón sobre la banda. Mientras el jugador de Panamá Ricardo Phillips iba tras el balón, que parecía que salía fuera de la cancha, el entrenador mexicano le cometió una artera patada tratando de detener el balón. Se desencadenó una grave trifulca que siguió hasta el fin del encuentro, a grado tal de que los jugadores de ambas escuadras corrieron a los vestidores mientras los aficionados arrojaban objetos a la cancha. En la conferencia de prensa el técnico aseguró que iba tras el balón y que no tenía mala intención. Fue suspendido tres juegos por la Concacaf. Posteriormente, la selección azteca ganaría el torneo al golear a Estados Unidos por 5-0 en la final.
En el Mundial 2010, Aguirre dirigió a México hasta los octavos de final, donde fue eliminado por Argentina (3-1), con un resultado justo aunque no exento de polémicas. Dejó la selección azteca a la conclusión del torneo.
Tercera etapa: El 22 de julio de 2024, inició su tercer ciclo al frente de México de cara a la Copa Mundial de la FIFA 2026.

##### Torneos
| Torneo                               | Sede                    | Resultado        |
| ------------------------------------ | ----------------------- | ---------------- |
| Copa América 2001                    | Colombia                | Subcampeón       |
| Copa Oro CONCACAF 2002               | Estados Unidos          | Cuartos de final |
| Copa Mundial FIFA 2002               | Corea del Sur y Japón   | Octavos de final |
| Copa Oro CONCACAF 2009               | Estados Unidos          | Campeón          |
| Copa Mundial FIFA 2010               | Sudáfrica               | Octavos de final |
| Liga de Naciones de la Concacaf 2025 | Estados Unidos          | Campeón          |
| Copa Oro CONCACAF 2025               | Estados Unidos y Canadá | Campeón          |

#### Selección de Japón
El 24 de julio de 2014, Aguirre sustituyó a Alberto Zaccheroni como nuevo seleccionador del Japón. No tuvo éxito en su debut en competición oficial, ya que el conjunto nipón fue eliminado en cuartos de final de la Copa de Asia, torneo del cual era vigente campeón. Tras esta decepción, inicialmente la Federación nipona anunció su continuidad en el cargo, pero finalmente optó por destituirlo a raíz de su implicación en el presunto amaño del partido entre Levante y Zaragoza.

##### Torneos
| Torneo             | Sede      | Resultado        |
| ------------------ | --------- | ---------------- |
| Copa Asiática 2015 | Australia | Cuartos de final |

#### Selección de Egipto
El 1 de agosto de 2018, Aguirre reemplazó a Héctor Cúper como nuevo seleccionador de Egipto. El 7 de julio de 2019, fue cesado como seleccionador de Egipto tras la derrota contra la selección de Sudáfrica en los octavos de final de la Copa de África 2019.

##### Torneos
| Torneo                         | Sede   | Resultado        |
| ------------------------------ | ------ | ---------------- |
| Copa Africana de Naciones 2019 | Egipto | Octavos de final |

## Clubes y estadísticas

### Como jugador
| Club                | País           | Año       | Partidos | Goles |
| ------------------- | -------------- | --------- | -------- | ----- |
| América             | México         | 1979-1980 | 9        | 1     |
| Los Angeles Aztecas | Estados Unidos | 1980      | 30       | 4     |
| América             | México         | 1980-1984 | 128      | 31    |
| Atlante             | México         | 1984-1986 | 31       | 3     |
| Osasuna             | España         | 1986-1987 | 13       | 0     |
| Guadalajara         | México         | 1987-1993 | 181      | 17    |

### Como técnico
| Club                | País   | Año       | P   | PG  | PE  | PP  | Rendimiento |
| ------------------- | ------ | --------- | --- | --- | --- | --- | ----------- |
| Atlante             | México | 1996      | 11  | 2   | 4   | 5   | 30.3 %      |
| Pachuca             | México | 1998-2001 | 110 | 44  | 27  | 39  | 48.18 %     |
| Selección México    | México | 2001-2002 | 27  | 17  | 3   | 7   | 66.66 %     |
| Osasuna             | España | 2002-2006 | 177 | 66  | 49  | 62  | 46.52 %     |
| Atlético de Madrid  | España | 2006-2009 | 131 | 61  | 31  | 39  | 54.45 %     |
| Selección México    | México | 2009-2010 | 32  | 19  | 7   | 6   | 66.67 %     |
| Real Zaragoza       | España | 2010-2011 | 45  | 13  | 10  | 22  | 36.3 %      |
| Espanyol            | España | 2012-2014 | 69  | 22  | 18  | 29  | 40.58 %     |
| Selección de Japón  | Japón  | 2014-2015 | 10  | 6   | 2   | 2   | 66.67 %     |
| Al-Wahda            | EAU    | 2015-2017 | 78  | 34  | 21  | 23  | 52.56 %     |
| Selección de Egipto | Egipto | 2018-2019 | 12  | 9   | 1   | 2   | 77.78 %     |
| CD Leganés          | España | 2019-2020 | 30  | 9   | 11  | 10  | 42.22 %     |
| CF Monterrey        | México | 2021-2022 | 53  | 23  | 17  | 13  | 54.09 %     |
| RCD Mallorca        | España | 2022-2024 | 97  | 34  | 28  | 35  | 44.67 %     |
| Selección México    | México | 2024-Act. | 15  | 11  | 2   | 2   | 77.77 %     |
| Total               | Total  | Total     | 897 | 370 | 231 | 296 | 49.83 %     |

## Palmarés

### Como jugador
| Título       | Club    | País   | Año     |
| ------------ | ------- | ------ | ------- |
| 1.ª División | América | México | 1983/84 |

### Como entrenador

#### Campeonatos nacionales
| Título           | Club        | País   | Año  |
| ---------------- | ----------- | ------ | ---- |
| Primera División | Pachuca     | México | 1999 |
| Copa de Liga     | Al-Wahda FC | EAU    | 2016 |
| Copa Presidente  | Al-Wahda FC | EAU    | 2016 |
| Copa Presidente  | Al-Wahda FC | EAU    | 2017 |

#### Campeonatos internacionales
| Título                           | Equipo/Selección | Sede                    | Año  |
| -------------------------------- | ---------------- | ----------------------- | ---- |
| Copa Oro de la Concacaf          | México           | Estados Unidos          | 2009 |
| Liga de Campeones de la Concacaf | C. F. Monterrey  | México                  | 2021 |
| Liga de Naciones de la Concacaf  | México           | Estados Unidos          | 2025 |
| Copa Oro de la Concacaf          | México           | Estados Unidos y Canadá | 2025 |

#### Premios individuales
| Premio                  | Año  |
| ----------------------- | ---- |
| Mejor Entrenador-México | 1999 |